# C/2013 US10 (Каталіна)
C/2013 US10 (Catalina) — одна з гіперболічних довгоперіодичних комет. Ця комета була відкрита 31 жовтня 2013 року; вона мала 18.6m на час відкриття. Найближче до Землі комета наблизилась 17 січня 2016 року на відстань у 0,725 астрономічної одиниці та досягла при цьому максимальної зоряної величина в +6...+7m.

## Галерея

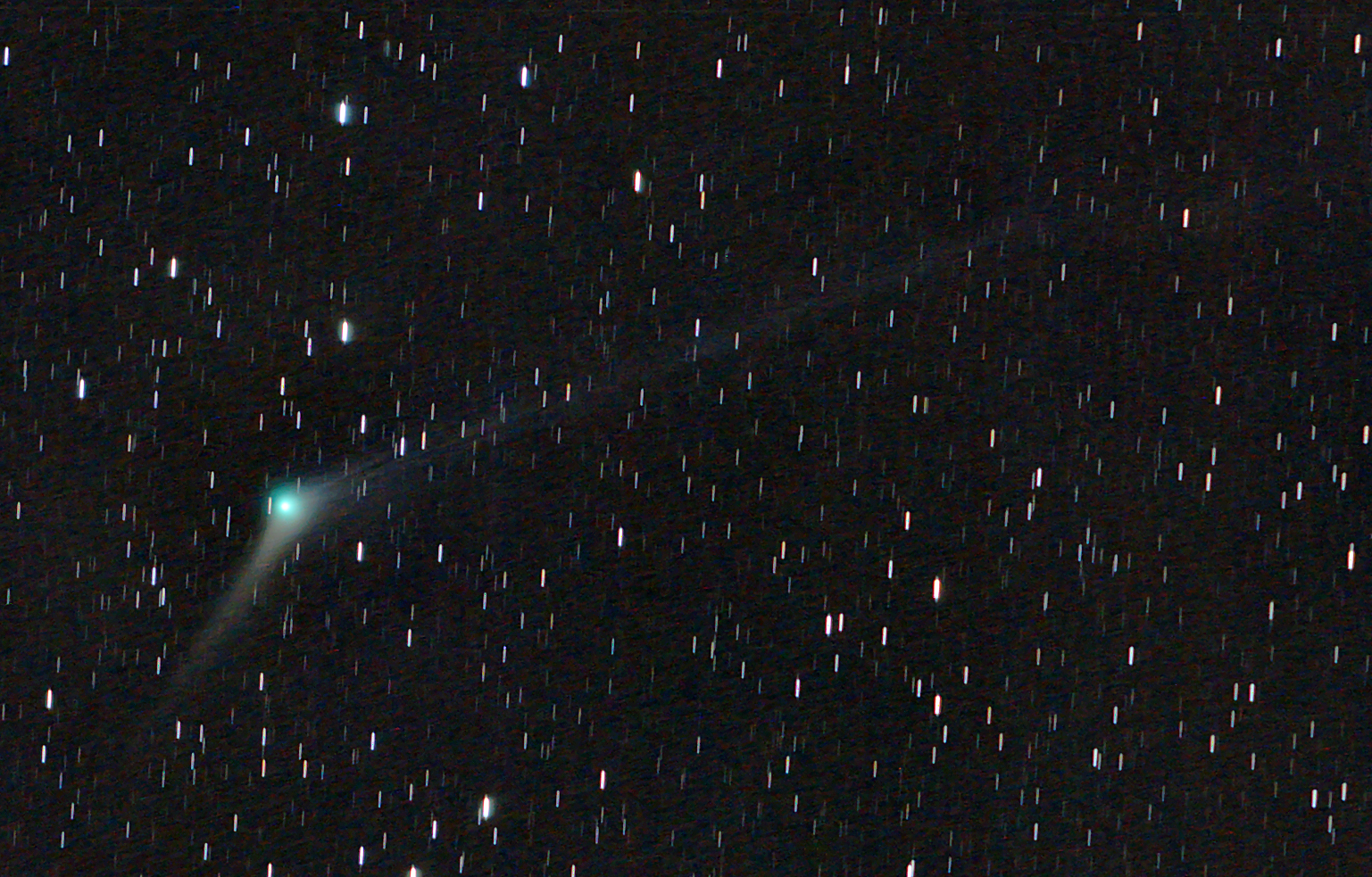
Комета C/2013 US10 (Авіла, Іспанія; 6 грудня 2015)
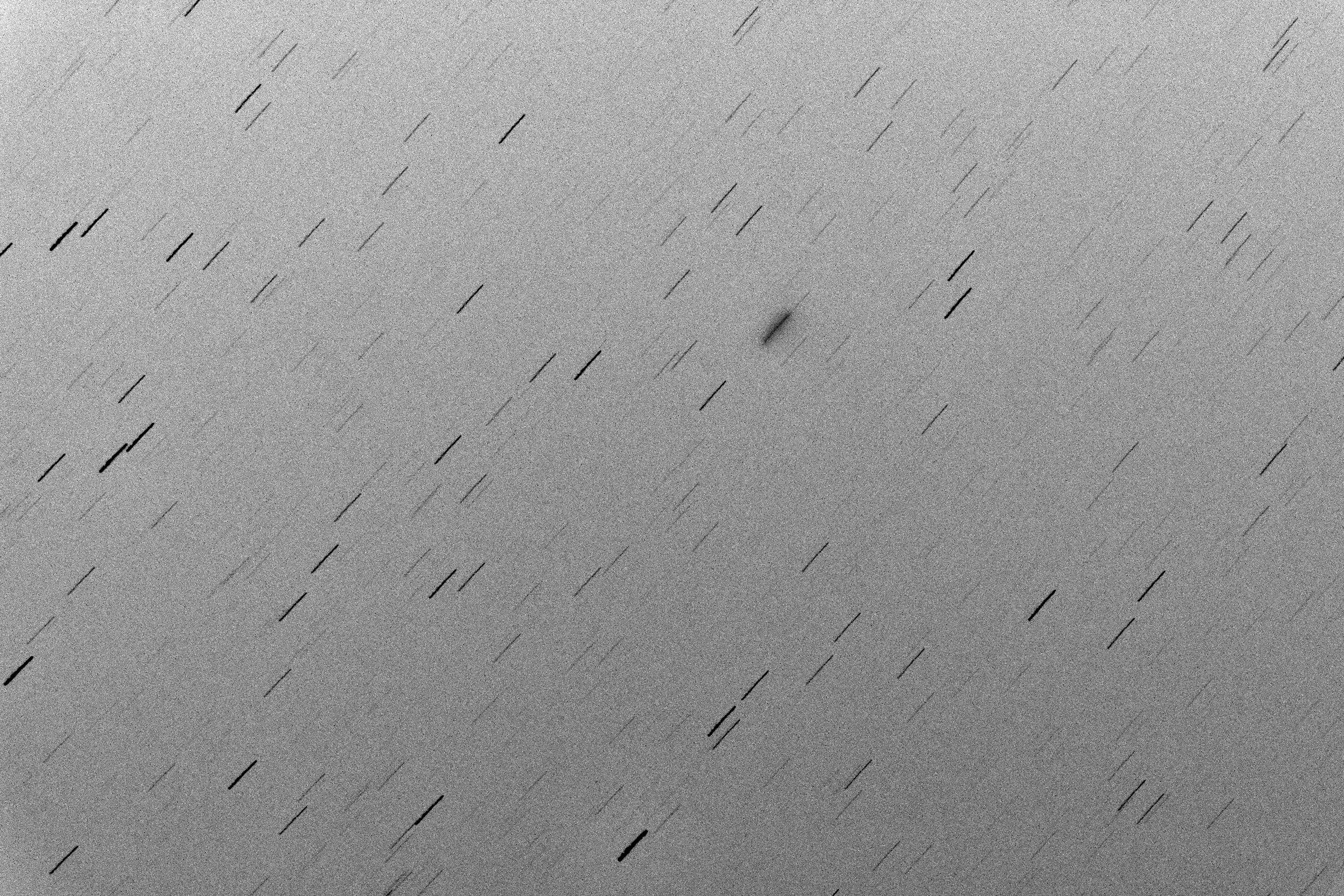
Комета C/2013 US10 (Варшава, Польща; 10 січня 2016)